# Flughafen Québec

i7
i11
i13
Der Aéroport international Jean-Lesage de Québec oder auch Flughafen Québec, englisch Québec City Jean Lesage International Airport, (IATA-Code: YQB, ICAO-Code: CYQB) ist ein internationaler Verkehrsflughafen in der Stadt Québec in Kanada. Der Flughafen ist ein Platz des National Airports Systems und befindet sich im Eigentum von Transport Canada. Betrieben wird er von „Aéroport de Québec“. Durch Nav Canada wird der Flughafen als Airport of Entry klassifiziert und es sind dort Beamte der Canada Border Services Agency (CBSA) stationiert, damit ist hier eine Einreise aus dem Ausland zulässig.
Der Flughafen liegt 14 Kilometer westlich des Stadtzentrums im Arrondissement Sainte-Foy–Sillery–Cap-Rouge, nahe der Stadt L’Ancienne-Lorette. Benannt ist er nach Jean Lesage, dem früheren Premierminister der Provinz Québec.

## Geschichte
1929 erhielt die Stadt Québec ihren ersten Flugplatz, auf dem Gelände des heutigen Universitätsspitals. Dieser existierte nur zehn Jahre lang und wurde unter anderem für Postflüge von und nach Montreal genutzt. Unmittelbar nach Ausbruch des Zweiten Weltkriegs begannen Bauarbeiten am heutigen Standort, um Flugbeobachter ausbilden zu können. Die Royal Canadian Air Force errichtete einen Hangar. Am 11. September 1941 fand der erste militärische Flug statt, 1943 nahm die Fluggesellschaft Canadian Pacific Air Lines den zivilen Luftverkehr auf. Bei Kriegsende übertrug das Verteidigungsministerium die Verantwortung für den Flughafen an das Verkehrsministerium.
Nach der Inbetriebnahme des ersten Terminals im Dezember 1954 folgte der Bau von Rampen und Ladeflächen. Ab 1957 wurde Québec auch von Trans-Canada Air Lines (heute Air Canada) und Quebecair bedient. 1959 erhielt der Flughafen ein Instrumentenlandesystem, eine Anflugbefeuerung, eine Radaranlage und ein System zur Flugverkehrskontrolle. Nachdem der Flughafen 1964 erstmals von Strahlflugzeugen angeflogen worden war, setzte eine starke Wachstumsphase ein. Diese machte 1973 den Neubau des Terminals sowie die zweimalige Verlängerung der Start- und Landebahn in den Jahren 1974 und 1979 erforderlich. 1981 wurde eine neue Zufahrtsstraße gebaut, 1982 bis 1984 der Terminal erweitert. 1993 erhielt der Flughafen seinen heutigen Namen. 1997 wurden ein neuer Tower und ein Flugsicherungszentrum von Nav Canada in Betrieb genommen. Am 1. November 2000 übertrug das Verkehrsministerium die Betriebsführung an die nicht-gewinnorientierte Gesellschaft Aéroport de Québec Inc. für eine Dauer von 60 Jahren.
Ab 2006 wurde der Flughafen mit einem Kostenaufwand von 65,8 Millionen CAD umfassend modernisiert, um die Kapazität zu erhöhen und die Angebote für Passagiere substanziell auszubauen. Die Modernisierung umfasste die Umgestaltung des Terminals, die Restrukturierung der Gepäckabfertigung und des Ankunftsbereichs sowie die Erweiterung der Wartezonen. Die Arbeiten konnten im Juni 2008 abgeschlossen werden, rechtzeitig vor den Feiern zum 400-jährigen Bestehen der Stadt Québec. Die Modernisierung erwies sich bald darauf als ungenügend, da die Passagierzahlen weitaus stärker anstiegen als ursprünglich angenommen. Im Juli 2011 begann ein 225 Millionen CAD teures Ausbauprogramm. Die Größe des Terminals wird verdoppelt, ebenso werden Arbeiten an den Rollbahnen und Enteisungsanlagen vorgenommen.

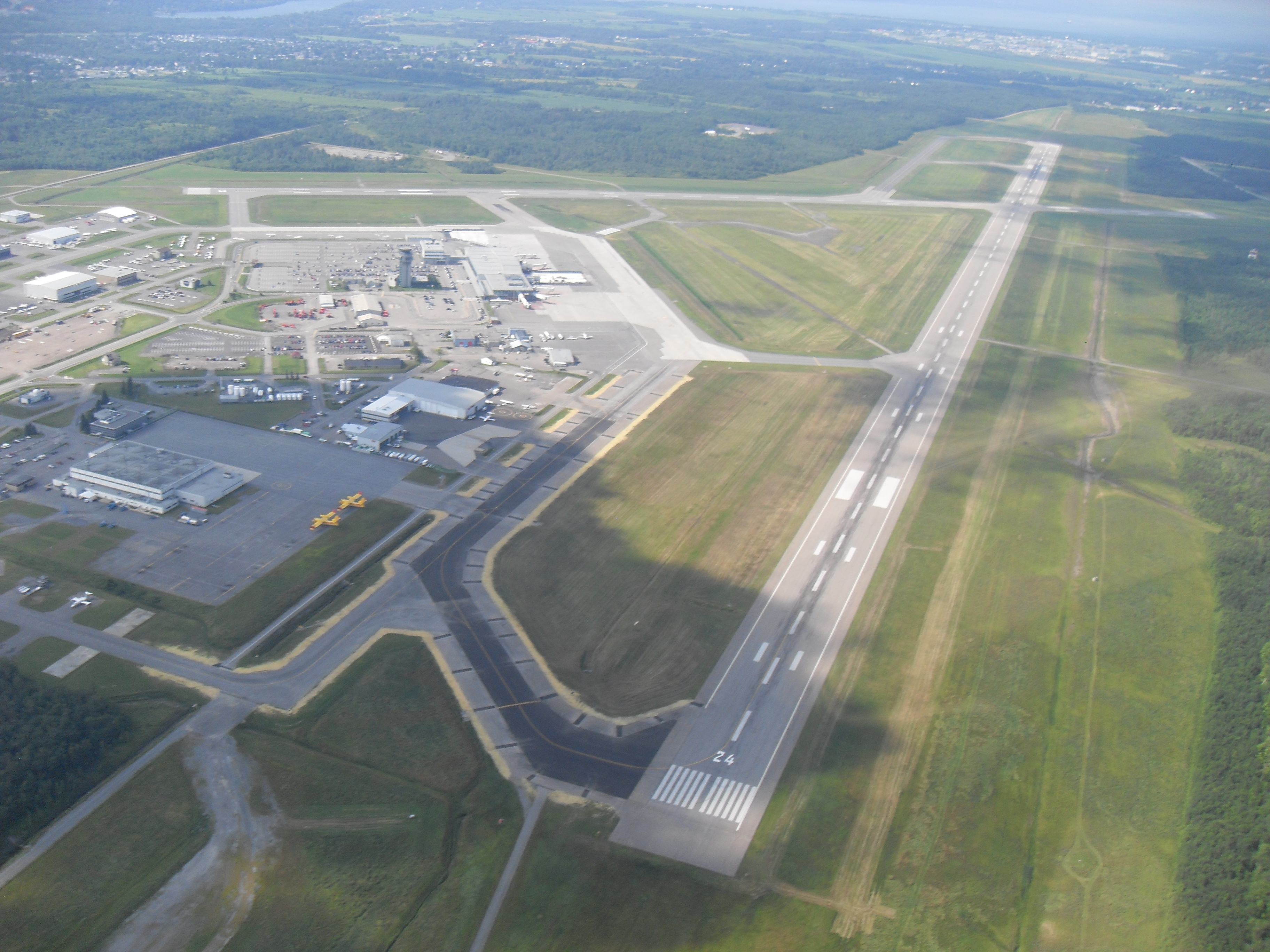
Luftansicht des Flughafens

## Verkehrszahlen
| Jahr | Fluggastaufkommen | Flugbewegungen |
| ---- | ----------------- | -------------- |
| 2018 | 1.774.871         |                |
| 2017 | 1.670.880         | 87.255         |
| 2016 | 1.615.750         | 79.674         |
| 2015 | 1.584.713         | 78.526         |
| 2014 | 1.574.699         | 81.175         |
| 2013 | 1.475.717         | 87.265         |
| 2012 | 1.342.840         | 95.438         |
| 2011 | 1.313.432         | 90.126         |
| 2010 | 1.190.088         | 96.273         |
| 2009 | 1.035.026         | 91.715         |
| 2008 | 1.022.862         | 91.890         |
| 2007 | 877.274           | 119.441        |
| 2006 | 779.587           | 109.021        |
| 2005 | 771.043           | 101.354        |
| 2004 | 711.323           | 109.161        |
| 2003 | 625.980           | 116.515        |
| 2002 | 607.920           | 135.233        |

1. ↑  Ab 2013 wird beim Fluggastaufkommen auch die Allgemeine Luftfahrt berücksichtigt.

## Zwischenfälle
- Am 9. September 1949 stürzte eine Douglas DC-3 (C-47) der Canadian Pacific Air Lines (Luftfahrzeugkennzeichen CF-CUA) infolge einer Bombenexplosion ab. Die Maschine befand sich auf dem Flug von Montreal nach Baie-Comeau. Alle 23 Personen an Bord kamen ums Leben. Die Bombe wurde beim Zwischenstopp auf dem Flughafen Québec an Bord gebracht (siehe auch Canadian-Pacific-Air-Lines-Flug 108).[8]

- Am 29. März 1979 stürzte eine mit 21 Passagieren und drei Besatzungsmitgliedern besetzte Fairchild F-27 der Quebecair (CF-QBL) infolge einer Triebwerksexplosion kurz nach dem Start in Québec ab. Die Besatzung und 14 Fluggäste kamen bei dem Absturz ums Leben (siehe auch Quebecair-Flug 255).[9]